# Abacetus distigma
Abacetus distigma es una especie de escarabajo terrestre de la subfamilia Pterostichinae. Fue descrito por Tschitscherine en 1899.